# Leichtathletik-Europacup 1989
| 12. Leichtathletik-Europacup                          | 12. Leichtathletik-Europacup | 12. Leichtathletik-Europacup | 12. Leichtathletik-Europacup | 12. Leichtathletik-Europacup | 12. Leichtathletik-Europacup |
| ----------------------------------------------------- | ---------------------------- | ---------------------------- | ---------------------------- | ---------------------------- | ---------------------------- |
|                                                       |                              |                              |                              |                              |                              |
| Resultate Superliga (Endstand nach 36 Entscheidungen) |                              |                              |                              |                              |                              |
| Gateshead, International Stadium – 5./6. August 1989  |                              |                              |                              |                              |                              |
| Frauen                                                | Frauen                       | Frauen                       | Männer                       | Männer                       | Männer                       |
| Platz                                                 | Land                         | Punkte                       | Platz                        | Land                         | Punkte                       |
| 1                                                     | DDR                          | 120                          | 1                            | Großbritannien               | 115                          |
| 2                                                     | Sowjetunion                  | 095                          | 2                            | DDR                          | 103                          |
| 3                                                     | Großbritannien               | 084                          | 3                            | Sowjetunion                  | 101                          |
| 4                                                     | BR Deutschland               | 079                          | 4                            | Italien                      | 095                          |
| 5                                                     | Rumänien                     | 072                          | 5                            | Frankreich                   | 095                          |
| 6                                                     | Polen                        | 056                          | 6                            | BR Deutschland               | 091                          |
| 7                                                     | Bulgarien                    | 043                          | 7                            | Tschechoslowakei             | 063                          |
| 8                                                     | Tschechoslowakei             | 026                          | 8                            | Spanien                      | 054                          |
| ← Prag 1987                                           | ← Prag 1987                  | ← Prag 1987                  | Frankfurt/M. 1991 →          | Frankfurt/M. 1991 →          | Frankfurt/M. 1991 →          |
|  abgestiegen in die 1. Liga des nächsten Europacups   |                              |                              |                              |                              |                              |

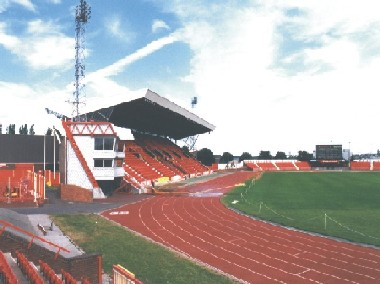
Das International Stadium von Gateshead

Das 12. Leichtathletik-Europacup-Superligafinale fand am 5. und 6. August 1989 im International Stadium von Gateshead (Großbritannien) statt und umfasste 36 Disziplinen (20 Männer, 16 Frauen).

## Modus
Die diesjährige Austragung fand weiterhin nach den im Europacup 1983 erstmals gültigen Regeln statt. Das höchste Niveau des Cups wurde als Superliga bezeichnet und mit jeweils acht Männer- und Frauen-Teams ausgetragen. Die einen Rang darunter platzierten Nationen trugen ihre Wettbewerbe in der 1. Liga aus. Die Teams der 2. Liga waren in die beiden Gruppen 1 und 2 aufgeteilt. Die Teilnehmernationen waren durch die Resultate von 1987 mit Auf- und Absteigern bereits festgelegt. Alle Wettbewerbe wurden am selben Wochenende – Samstag, 5. und Sonntag, 6. August – ausgetragen. Eine Besonderheit gab es bei den in der belgischen Hauptstadt Brüssel ausgetragenen Wettbewerben. Dort starteten gemeinsam die Männer der 1. Liga und die Frauen der 2. Liga, Gruppe 1. Die Platzierungen in den drei Ligen entschieden über das seit 1983 praktizierte System mit Auf- und Absteigern über die Ligeneinteilungen des nächsten Cups im Jahr 1991.
Letztmalig gab es keine Leichtathletik-Weltmeisterschaften im Jahr eines Europacups. Mit Einführung des zweijährigen Austragungsmodus auch für Weltmeisterschaften fanden nachfolgend in allen Jahren mit Europacup auch Weltmeisterschaften statt. Dies wertete den Europacup im Lauf der kommenden Jahre mehr und mehr ab. So gab es hier in Gateshead keinen einzigen Landesrekord. Es kam später sogar dazu, dass die stärksten Athleten eines Landes kein Interesse mehr für die Europacupteilnahme hatten, sodass häufig nicht die besten Sportler am Start waren. Der Deutsche Leichtathletik-Verband schaffte deswegen später Anreize für die Teilnahme seiner stärksten Leichtathleten, indem der Sieger eines Europacupwettbewerbs sich automatisch für die Weltmeisterschaften qualifizierte.

## Der zwölfte Leichtathletik-Europacup
Seit 1975 fanden die Frauenwettbewerbe im A-Finale bzw. in der Superliga am selben Ort und an denselben beiden Tagen gemeinsam mit den Männerwettbewerben statt. So war es auch in der diesjährigen Austragung. Wie seit 1983 üblich wurden alle Ligen des Europacups am selben Wochenende durchgeführt. Ebenso wurde der bewährte zweijährige Wettkampfturnus mit Austragung der Veranstaltung in den ungeraden Jahren jeweils zwischen den Jahren mit Europameisterschaften bzw. Olympischen Spielen beibehalten.
Im Wettbewerbsprogramm gab es auch diesmal keine Änderungen. Der Wettbewerbskatalog für die Frauen wurde in den darauffolgenden Jahren sukzessive immer weiter an die Männerdisziplinen angepasst. Die nächste Erweiterung sollte 1993 erfolgen.
Zum vorletzten Mal setzte sich die Teilnehmerschaft aus den bis dahin in der Zeit nach dem Zweiten Weltkrieg bestehenden Nationen zusammen. Durch den Zerfall der Sowjetunion in zahlreiche selbstständige Staaten und die deutsche Wiedervereinigung in den beginnenden 1990er Jahren standen diesbezüglich tiefgreifende Änderungen bevor. Schon beim nachfolgenden Europacup gab es ein gesamtdeutsches Team. Die Sowjetunion ging 1991 letztmalig mit einer gemeinsamen Mannschaft an den Start.
Die DDR verteidigte ihren Titel im Frauenwettbewerb mit deutlichem Vorsprung vor der Sowjetunion. Bei den Männern setzte sich erstmals Großbritannien durch. Der Gastgeber nutzte seinen Heimvorteil, setzte seine stärksten Athleten ein und siegte vor der DDR.
Seinen ersten Auftritt hatte hier in Gateshead der Italiener Fabrizio Mori. Er war bei elf weiteren Europacupaustragungen dabei, brachte insgesamt sechzehn Starts auf sein Konto und gewann den 400-Meter-Hürdenlauf fünf Mal (1996, 1997, 1999, 2001, 2002). Hier allerdings musste er mit seinem achten und letzten Platz über 400 Meter Hürden erstmal Lehrgeld bezahlen.
In Gateshead gab es zum ersten Mal keinen Landesrekord in der Gruppe A bzw. der Superliga des Europacups.

## Doping
Es gab eine dopingbedingte Disqualifikation:

Dem für die Sowjetunion startenden ukrainischen Kugelstoßer Oleksandr Bahatsch wurde hier zum ersten Mal in seiner Sportlerlaufbahn ein Verstoß gegen die Antidopingbestimmungen nachgewiesen. Er wurde disqualifiziert und für zwei Jahre gesperrt. Später wurden noch zweimal Sanktionen gegen ihn verhängt. Bei den Leichtathletik-Weltmeisterschaften 1997 wurde ihm sein WM-Titel aberkannt, weil er ein unerlaubtes Aufputschmittel konsumiert hatte. Im Mai 2000 erhielt er dann eine weitere Sperre von zwei Jahren, weil in der A- und B-Probe seiner Urin-Probe vom Februar 2000 Anabolika nachgewiesen wurden.

## Länderwertungen 2. Liga
Die 2. Liga der Männer und Frauen wurde wie in den letzten Jahren in zwei Gruppen ausgetragen. Die Wettbewerbe der Gruppe 1 fanden für Frauen und Männer getrennt statt. Die Frauen starteten in der belgischen Hauptstadt Brüssel, die Männer im dänischen Kopenhagen. Die Wettbewerber der Gruppe 2 traten im irischen Dublin an. Aus beiden Gruppen qualifizierte sich das jeweils siegreiche Team für die Teilnahme in der B-Gruppe des nächsten Europacups.
| Länderwertungen 2. Liga Gruppe 1 | Länderwertungen 2. Liga Gruppe 1 | Länderwertungen 2. Liga Gruppe 1 | Länderwertungen 2. Liga Gruppe 1 | Länderwertungen 2. Liga Gruppe 1 | Länderwertungen 2. Liga Gruppe 1 |
|                                  | Frauen – in Brüssel              | Frauen – in Brüssel              |                                  | Männer – in Kopenhagen           | Männer – in Kopenhagen           |
| Platz                            | Land                             | Punkte                           |                                  | Land                             | Punkte                           |
| -------------------------------- | -------------------------------- | -------------------------------- | -------------------------------- | -------------------------------- | -------------------------------- |
| 1                                | Belgien                          | 76                               |                                  | Finnland                         | 79,0                             |
| 2                                | Norwegen                         | 76                               |                                  | Norwegen                         | 72,0                             |
| 3                                | Österreich                       | 71                               |                                  | Dänemark                         | 75,0                             |
| 4                                | Dänemark                         | 46                               |                                  | Türkei                           | 46,5                             |
| 5                                | Türkei                           | 36                               |                                  | Zypern                           | 36,5                             |
| 6                                | Zypern                           | 30                               |                                  |                                  |                                  |

 qualifiziert für die 1. Liga des nächsten Europacups
| Länderwertungen 2. Liga Gruppe 2 in Dublin | Länderwertungen 2. Liga Gruppe 2 in Dublin | Länderwertungen 2. Liga Gruppe 2 in Dublin | Länderwertungen 2. Liga Gruppe 2 in Dublin | Länderwertungen 2. Liga Gruppe 2 in Dublin | Länderwertungen 2. Liga Gruppe 2 in Dublin |
|                                            | Frauen                                     | Frauen                                     |                                            | Männer                                     | Männer                                     |
| Platz                                      | Land                                       | Punkte                                     |                                            | Land                                       | Punkte                                     |
| ------------------------------------------ | ------------------------------------------ | ------------------------------------------ | ------------------------------------------ | ------------------------------------------ | ------------------------------------------ |
| 1                                          | Niederlande                                | 71                                         |                                            | Jugoslawien                                | 72                                         |
| 2                                          | Griechenland                               | 54                                         |                                            | Portugal                                   | 69                                         |
| 3                                          | Portugal                                   | 51                                         |                                            | Niederlande                                | 68                                         |
| 4                                          | Irland                                     | 40                                         |                                            | Irland                                     | 52                                         |
| 5                                          | Island                                     | 24                                         |                                            | Island                                     | 37                                         |

 qualifiziert für die 1. Liga des nächsten Europacups

## Länderwertungen 1. Liga
Die Wettbewerbe in der 1. Liga wurden für Männer und Frauen diesmal getrennt ausgetragen. Die Frauen starteten in der französischen Stadt Straßburg, die Männer trugen ihre Wettbewerbe in der belgischen Hauptstadt Brüssel aus. Die jeweils siegreiche Mannschaft qualifizierte sich für die Superliga des kommenden Europacups. Außerdem stiegen die beiden Teams auf den jeweils letzten Plätzen ab in die 2. Liga.
| Länderwertungen 1. Liga | Länderwertungen 1. Liga | Länderwertungen 1. Liga | Länderwertungen 1. Liga | Länderwertungen 1. Liga | Länderwertungen 1. Liga |
|                         | Frauen – in Straßburg   | Frauen – in Straßburg   |                         | Männer – in Brüssel     | Männer – in Brüssel     |
| Platz                   | Land                    | Punkte                  |                         | Land                    | Punkte                  |
| ----------------------- | ----------------------- | ----------------------- | ----------------------- | ----------------------- | ----------------------- |
| 1                       | Frankreich              | 95,0                    |                         | Bulgarien               | 107,0                   |
| 2                       | Ungarn                  | 89,0                    |                         | Ungarn                  | 103,5                   |
| 3                       | Finnland                | 85,0                    |                         | Polen                   | 102,0                   |
| 4                       | Italien                 | 81,0                    |                         | Schweden                | 102,0                   |
| 5                       | Schweiz                 | 65,5                    |                         | Österreich              | 087,0                   |
| 6                       | Spanien                 | 58,5                    |                         | Schweiz                 | 081,0                   |
| 7                       | Schweden                | 53,0                    |                         | Griechenland            | 074,5                   |
| 8                       | Jugoslawien             | 49,0                    |                         | Belgien                 | 061,0                   |

 qualifiziert für die Superliga des nächsten Europacups

 abgestiegen in die 2. Liga des nächsten Europacups

## Länderwertungen Superliga

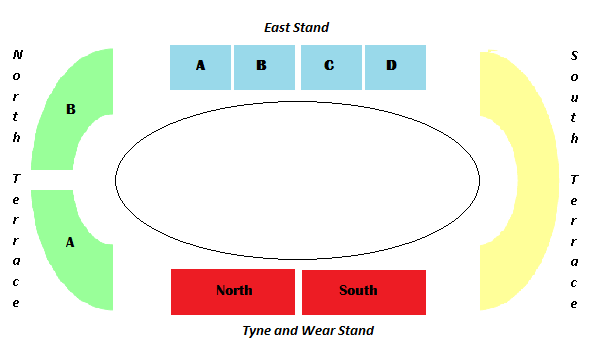
Gateshead Stadionschematik

Die Männer- und Frauenteams auf dem jeweils letzten Platz stiegen in die 1. Liga des nachfolgenden Europacups ab.
| Länderwertungen Superliga – in Gateshead | Länderwertungen Superliga – in Gateshead | Länderwertungen Superliga – in Gateshead | Länderwertungen Superliga – in Gateshead | Länderwertungen Superliga – in Gateshead | Länderwertungen Superliga – in Gateshead |
|                                          | Frauen                                   | Frauen                                   |                                          | Männer                                   | Männer                                   |
| Platz                                    | Land                                     | Punkte                                   |                                          | Land                                     | Punkte                                   |
| ---------------------------------------- | ---------------------------------------- | ---------------------------------------- | ---------------------------------------- | ---------------------------------------- | ---------------------------------------- |
| 1                                        | DDR                                      | 120                                      | 1                                        | Großbritannien                           | 115                                      |
| 2                                        | Sowjetunion                              | 095                                      | 2                                        | DDR                                      | 103                                      |
| 3                                        | Großbritannien                           | 084                                      | 3                                        | Sowjetunion                              | 101                                      |
| 4                                        | BR Deutschland                           | 079                                      | 4                                        | Italien                                  | 095                                      |
| 5                                        | Rumänien                                 | 072                                      | 5                                        | Frankreich                               | 095                                      |
| 6                                        | Polen                                    | 056                                      | 6                                        | BR Deutschland                           | 091                                      |
| 7                                        | Bulgarien                                | 043                                      | 7                                        | Tschechoslowakei                         | 063                                      |
| 8                                        | Tschechoslowakei                         | 026                                      | 8                                        | Spanien                                  | 054                                      |

 abgestiegen in die 1. Liga des nächsten Europacups

## Legende
Kurze Übersicht zur Bedeutung der Symbolik – so üblicherweise auch in sonstigen Veröffentlichungen verwendet:
| DNF | did not finish (nicht im Ziel)                               |
| DSQ | disqualifiziert                                              |
| DOP | wegen Dopingvergehens disqualifiziert                        |
| w   | Rückenwindunterstützung über dem erlaubten Limit von 2,0 m/s |
| x   | ungültig                                                     |
| o   | Höhe übersprungen                                            |
| –   | ausgelassen                                                  |
| w   | Rückenwindunterstützung über dem erlaubten Limit von 2,0 m/s |

## Superliga: Resultate der Einzeldisziplinen

### Männer

#### 100 m

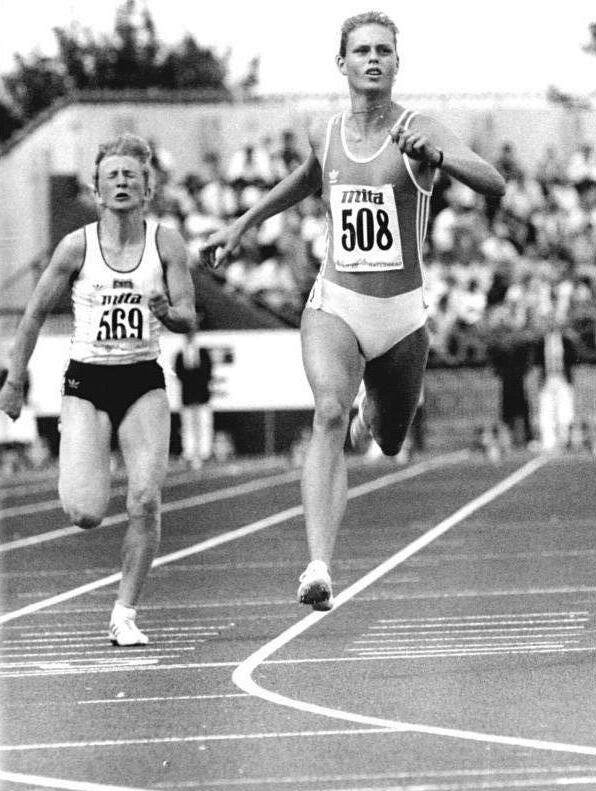
Katrin Krabbe im Ziel, außerdem im Bild die fünftplatzierte Joanna Smolarek

| Platz | Athlet           | Land | Zeit (s) |
| ----- | ---------------- | ---- | -------- |
| 1     | Linford Christie | GBR  | 10,33    |
| 2     | Daniel Sangouma  | FRA  | 10,39    |
| 3     | Wladimir Krylow  | URS  | 10,43    |
| 4     | Stefano Tilli    | ITA  | 10,48    |
| 5     | Sven Matthes     | GDR  | 10,51    |
| 6     | Jiří Valík       | TCH  | 10,53    |
| 7     | Andreas Maul     | FRG  | 10,73    |
| 8     | José Arques      | ESP  | 10,72    |

Datum: 5. August
Wind: −1,8 m/s

#### 200 m
| Platz | Athlet             | Land | Zeit (s) |
| ----- | ------------------ | ---- | -------- |
| 1     | John Regis         | GBR  | 20,62    |
| 2     | Stefano Tilli      | ITA  | 20,66    |
| 3     | Daniel Sangouma    | FRA  | 20,83    |
| 4     | Wladimir Krylow    | URS  | 20,97    |
| 5     | Jiří Valík         | TCH  | 21,23    |
| 6     | Steffen Schwabe    | GDR  | 21,25    |
| 7     | Miguel Ángel Gómez | ESP  | 21,57    |
| 8     | Wolfgang Haupt     | FRG  | 21,61    |

Datum: 6. August
Wind: +0,1 m/s

#### 400 m
| Platz | Athlet                     | Land | Zeit (s) |
| ----- | -------------------------- | ---- | -------- |
| 1     | Edgar Itt                  | FRG  | 45,43    |
| 2     | Jens Carlowitz             | GDR  | 45,44    |
| 3     | Cayetano Cornet            | ESP  | 45,82    |
| 4     | Roberto Ribaud             | ITA  | 46,00    |
| 5     | Brian Whittle              | GBR  | 46,19    |
| 6     | Luboš Balošák              | TCH  | 46,30    |
| 7     | Olivier Noirot             | FRA  | 46,54    |
| 8     | Wjatscheslaw Kotscherjagin | URS  | 46,89    |

Datum: 5. August

#### 800 m
| Platz | Athlet           | Land | Zeit (min) |
| ----- | ---------------- | ---- | ---------- |
| 1     | Tom McKean       | GBR  | 1:46,94    |
| 2     | Peter Braun      | FRG  | 1:46,94    |
| 3     | Hauke Fuhlbrügge | GDR  | 1:48,20    |
| 4     | Hervé Phélippeau | FRA  | 1:48,28    |
| 5     | Tonino Viali     | ITA  | 1:48,36    |
| 6     | Tomás de Teresa  | ESP  | 1:48,58    |
| 7     | Andrzej Sudnik   | URS  | 1:49,38    |
| 8     | Marcel Theer     | TCH  | 1:51,20    |

Datum: 6. August

#### 1500 m
| Platz | Athlet             | Land | Zeit (min) |
| ----- | ------------------ | ---- | ---------- |
| 1     | Pascal Thiébaut    | FRA  | 3:48,05    |
| 2     | Sergei Afanassjew  | URS  | 3:48,35    |
| 3     | Gennaro Di Napoli  | ITA  | 3:48,61    |
| 4     | Jens-Peter Herold  | GDR  | 3:48,61    |
| 5     | Tony Morrell       | GBR  | 3:48,85    |
| 6     | Pavel Šourek       | TCH  | 3:51,35    |
| 7     | José Luis González | ESP  | 4:26,20    |
| DSQ   | Dieter Baumann     | FRG  |            |

Datum: 5. August

#### 5000 m
| Platz | Athlet           | Land | Zeit (min) |
| ----- | ---------------- | ---- | ---------- |
| 1     | Salvatore Antibo | ITA  | 13:43,84   |
| 2     | Jack Buckner     | GBR  | 13:44,77   |
| 3     | Michail Dasko    | URS  | 13:47,56   |
| 4     | Pascal Thiébaut  | FRA  | 14:00,59   |
| 5     | Alejandro Gómez  | ESP  | 14:03,98   |
| 6     | Steffen Brand    | FRG  | 14:11,14   |
| 7     | Hansjörg Kunze   | GDR  | 14:25,59   |
| 8     | Pavel Michálek   | TCH  | 14:56,90   |

Datum: 6. August

#### 10.000 m
| Platz | Athlet                | Land | Zeit (min) |
| ----- | --------------------- | ---- | ---------- |
| 1     | Francesco Panetta     | ESP  | 28:27,02   |
| 2     | Tim Hutchings         | GBR  | 28:27,21   |
| 3     | José Manuel Albentosa | ESP  | 28:29,78   |
| 4     | Jean-Louis Prianon    | FRA  | 28:42,71   |
| 5     | Stephan Freigang      | GDR  | 29:29,13   |
| 6     | Rawil Kaschapow       | URS  | 29:32,47   |
| 7     | Martin Vrábel         | TCH  | 30:07,64   |
| 8     | Markus Pingpank       | FRG  | 30:28,29   |

Datum: 5. August

#### 110 m Hürden
| Platz | Athlet              | Land | Zeit (s) |
| ----- | ------------------- | ---- | -------- |
| 1     | Colin Jackson       | GBR  | 13,56    |
| 2     | Wladimir Schischkin | URS  | 13,76    |
| 3     | Florian Schwarthoff | FRG  | 13,88    |
| 4     | Philippe Tourret    | FRA  | 14,04    |
| 5     | Holger Pohland      | GDR  | 14,11    |
| 6     | Carlos Sala         | ESP  | 14,16    |
| 7     | Jiří Hudec          | TCH  | 14,25    |
| 8     | Mauro Re            | ITA  | 14,33    |

Datum: 6. August
Wind: −2,9 m/s

#### 400 m Hürden
| Platz | Athlet           | Land | Zeit (s) |
| ----- | ---------------- | ---- | -------- |
| 1     | Kriss Akabusi    | GBR  | 48,95    |
| 2     | Harald Schmid    | FRG  | 49,26    |
| 3     | Wladimir Budko   | URS  | 49,60    |
| 4     | Jozef Kucej      | TCH  | 50,10    |
| 5     | José Alonso      | ESP  | 50,20    |
| 6     | Philippe Gonigam | FRA  | 50,95    |
| 7     | Hans-Jürgen Ende | GDR  | 51,04    |
| 8     | Fabrizio Mori    | ITA  | 51,09    |

Datum: 5. August

#### 3000 m Hindernis
| Platz | Athlet                  | Land | Zeit (min) |
| ----- | ----------------------- | ---- | ---------- |
| 1     | Alessandro Lambruschini | ITA  | 8:34,06    |
| 2     | Hagen Melzer            | GDR  | 8:34,90    |
| 3     | Raymond Pannier         | FRA  | 8:35,33    |
| 4     | Tom Hanlon              | GBR  | 8:35,81    |
| 5     | Jiří Švec               | TCH  | 8:37,41    |
| 6     | Waleri Wandjak          | URS  | 8:38,46    |
| 7     | Jens Volkmann           | FRG  | 8:41,99    |
| 8     | Benet Nogales           | ESP  | 8:44,73    |

Datum: 6. August

#### 4 × 100 m Staffel

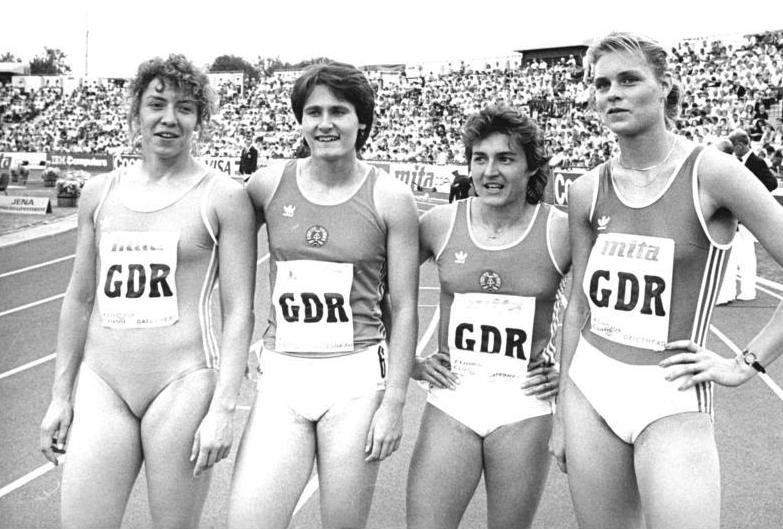
Die siegreiche DDR-Staffel (v. l. n. r.): Sabine Günther, Kerstin Behrendt, Silke Möller und Katrin Krabbe

| Platz | Besetzung        | Land                                                                        | Zeit (s) |
| ----- | ---------------- | --------------------------------------------------------------------------- | -------- |
| 1     | Großbritannien   | Tony Jarrett John Regis Marcus Adam Linford Christie                        | 38,39    |
| 2     | Frankreich       | Max Morinière Daniel Sangouma Gilles Quénéhervé Bruno Marie-Rose            | 38,46    |
| 3     | Italien          | Antonio Ullo Sandro Floris Pierfrancesco Pavoni Stefano Tilli               | 38,98    |
| 4     | DDR              | Michael Huke Steffen Bringmann Steffen Schwabe Sven Matthes                 | 39,02    |
| 5     | Sowjetunion      | Andrei Rasin Wladimir Krylow Andrei Fedoriw Witali Sawin                    | 39,16    |
| 6     | Tschechoslowakei | Jiří Hudec Jiří Mezihorák Zadek Stupka Jiří Valik                           | 39,50    |
| 7     | Spanien          | José Javier Arques Miguel Ángel García Valentin Rocandio Miguel Ángel Gómez | 39,86    |
| DNF   | BR Deutschland   | Volker Westhagemann Andreas Maul Peter Klein Wolfgang Haupt                 |          |

Datum: 5. August

#### 4 × 400 m Staffel
| Platz | Besetzung        | Land                                                                               | Zeit (min) |
| ----- | ---------------- | ---------------------------------------------------------------------------------- | ---------- |
| 1     | Großbritannien   | Peter Crampton Kriss Akabusi Todd Bennett Brian Whittle                            | 3:03,16    |
| 2     | BR Deutschland   | Klaus Just Mark Henrich Carsten Köhrbrück Ralf Lübke                               | 3:03,33    |
| 3     | DDR              | Torsten Odebrett Thomas Miethig Jens Carlowitz Thomas Schönlebe                    | 3:04,21    |
| 4     | Frankreich       | Olivier Noirot Jean-Claude Lauret Aldo Canti Jacques Farraudière                   | 3:04,32    |
| 5     | Spanien          | Antonio Sánchez Cayetano Cornet José Alonso Moises Fernandez                       | 3:04,71    |
| 6     | Italien          | Andrea Montanari Marcello Fantone Ricardo Cardone Roberto Ribaud                   | 3:06,03    |
| 7     | Sowjetunion      | Alexei Basarow Waleri Starodubzew Wjatscheslaw Kotscherjagin Alexander Kurotschkin | 3:06,78    |
| 8     | Tschechoslowakei | Jiří Janoušek Luboš Balošák Miroslav Vavák Jozef Kucej                             | 3:10,50    |

Datum: 6. August

#### Hochsprung
| Platz | Athlet               | Land | Höhe (m) | Versuchsserie (m) | Versuchsserie (m) | Versuchsserie (m) | Versuchsserie (m) | Versuchsserie (m) | Versuchsserie (m) | Versuchsserie (m) | Versuchsserie (m) | Versuchsserie (m) |
| Platz | Athlet               | Land | Höhe (m) | 2,05              | 2,10              | 2,15              | 2,20              | 2,23              | 2,26              | 2,29              | 2,32              | 2,35              |
| 1     | Dalton Grant         | GBR  | 2,32     | –                 | –                 | –                 | o                 | –                 | o                 | o                 | o                 | xxx               |
| 2     | Rudolf Powarnizyn    | URS  | 2,32     | –                 | –                 | o                 | o                 | o                 | o                 | o                 | xo                | xxx               |
| 3     | Róbert Ruffíni       | TCH  | 2,29     | –                 | o                 | o                 | o                 | o                 | o                 | xo                | xx–               | x                 |
| 4     | Gerd Wessig          | GDR  | 2,26     | –                 | o                 | o                 | o                 | o                 | o                 | x–                | xx                |                   |
| 5     | Arturo Ortiz         | ESP  | 2,23     | –                 | o                 | o                 | xo                | o                 | xx–               | x                 |                   |                   |
| 6     | Ralf Sonn            | FRG  | 2,23     | –                 | o                 | o                 | o                 | xxo               | xxx               |                   |                   |                   |
| 7     | Marcello Benvenuti   | ITA  | 2,23     | –                 | o                 | xxo               | o                 | xxo               | xxx               |                   |                   |                   |
| 8     | Jean-Charles Gicquel | FRA  | 2,20     | o                 | –                 | xo                | o                 | xxx               |                   |                   |                   |                   |

Datum: 5. August

#### Stabhochsprung
| Platz | Athlet           | Land | Höhe (m) | Versuchsserie (m) | Versuchsserie (m) | Versuchsserie (m) | Versuchsserie (m) | Versuchsserie (m) | Versuchsserie (m) | Versuchsserie (m) | Versuchsserie (m) | Versuchsserie (m) | Versuchsserie (m) |
| Platz | Athlet           | Land | Höhe (m) | 4,80              | 5,00              | 5,10              | 5,20              | 5,30              | 5,40              | 5,50              | 5,60              | 5,70              | 5,90              |
| 1     | Rodion Gataullin | URS  | 5,70     | –                 | –                 | –                 | –                 | –                 | –                 | –                 | –                 | o                 | xxx               |
| 2     | Bernhard Zintl   | FRG  | 5,50     | –                 | –                 | –                 | –                 | o                 | –                 | o                 | xxx               |                   |                   |
| 3     | Uwe Langhammer   | GDR  | 5,40     | –                 | –                 | –                 | xo                | –                 | o                 | xxx               |                   |                   |                   |
| 4     | Philippe Collet  | FRA  | 5,40     | –                 | –                 | –                 | –                 | –                 | xo                | –                 | xxx               |                   |                   |
| 5     | Zdeněk Lubenský  | TCH  | 5,40     | –                 | –                 | –                 | xo                | –                 | xxo               | –                 | xxx               |                   |                   |
| 6     | Xavier Garcia    | ESP  | 5,30     | –                 | –                 | –                 | –                 | o                 | –                 | xxx               |                   |                   |                   |
| 7     | Marco Andreini   | ITA  | 5,30     | –                 | xo                | –                 | o                 | o                 | xxx               |                   |                   |                   |                   |
| 8     | Mike Edwards     | GBR  | 5,10     | o                 | –                 | o                 | xxx               |                   |                   |                   |                   |                   |                   |

Datum: 6. August

#### Weitsprung
| Platz | Athlet               | Land | Weite (m) | Versuchsserie (m) | Versuchsserie (m) | Versuchsserie (m) | Versuchsserie (m) | Versuchsserie (m) | Versuchsserie (m) |
| Platz | Athlet               | Land | Weite (m) | 1. Versuch        | 2. Versuch        | 3. Versuch        | 4. Versuch        | 5. Versuch        | 6. Versuch        |
| 1     | Wladimir Ratuschkow  | URS  | 8,09      | 7,93              | x                 | x                 | 7,77              | x                 | 8,09              |
| 2     | Christian Thomas     | FRG  | 8,05      | 5,07              | 7,80              | x                 | x                 | 8,05              | x                 |
| 3     | Stewart Faulkner     | GBR  | 7,97      | 7,57              | 7,88              | 7,97              | x                 | x                 | 7,84              |
| 4     | Giovanni Evangelisti | ITA  | 7,96      | 7,96              | x                 | 7,81              | 7,95              | 7,79              | 7,95              |
| 5     | Marco Delonge        | GDR  | 7,88      | 7,78              | 7,71              | 7,80              | 7,73              | 7,88              | x                 |
| 6     | Norbert Brige        | FRA  | 7,74      | 7,57              | 7,74              | 7,57              | 7,30              | 7,43              | 7,40              |
| 7     | Antonio Corgos       | ESP  | 7,70      | 7,58              | x                 | x                 | 7,70              | 7,69              | –                 |
| 8     | Milan Gombala        | TCH  | 7,65      | 7,65              | x                 | 7,35              | 7,65              | 7,54              | x                 |

Datum: 5. August

#### Dreisprung
| Platz | Athlet           | Land | Weite (m) | Versuchsserie (m) | Versuchsserie (m) | Versuchsserie (m) | Versuchsserie (m) | Versuchsserie (m) | Versuchsserie (m) |
| Platz | Athlet           | Land | Weite (m) | 1. Versuch        | 2. Versuch        | 3. Versuch        | 4. Versuch        | 5. Versuch        | 6. Versuch        |
| 1     | Oleg Sakirkin    | URS  | 17,13     | 16,73             | 16,99             | 17,13             | –                 | 16,76             | 17,01             |
| 2     | Wolfgang Zinser  | FRG  | 16,71     | 16,17             | 16,45             | 16,21             | x                 | 16,46             | 16,71             |
| 3     | Dario Badinelli  | ITA  | 16,50     | 15,86             | 16,32             | 16,27             | 16,               | x                 | 16,50             |
| 4     | Dirk Gamlin      | GDR  | 16,45     | 16,31             | 16,21             | 16,45             | 16,40             | 15,56             | 16,17             |
| 5     | Pierre Camara    | FRA  | 16,41     | 15,86             | x                 | 16,41             | x                 | x                 | x                 |
| 6     | Jaroslav Mrštík  | TCH  | 16,31     | 16,29             | x                 | x                 | 16,31             | x                 | x                 |
| 7     | Vernon Samuels   | GBR  | 16,24     | 16,02             | x                 | x                 | 16,11             | 15,84             | 16,24             |
| 8     | Eusebio González | ESP  | 15,01     | x                 | x                 | x                 | x                 | 15,01             | 14,54             |

Datum: 6. August

#### Kugelstoßen
| Platz | Athlet             | Land | Weite (m) | Versuchsserie (m) | Versuchsserie (m) | Versuchsserie (m) | Versuchsserie (m) | Versuchsserie (m) | Versuchsserie (m) |
| Platz | Athlet             | Land | Weite (m) | 1. Versuch        | 2. Versuch        | 3. Versuch        | 4. Versuch        | 5. Versuch        | 6. Versuch        |
| 1     | Ulf Timmermann     | GDR  | 21,72     | 20,96             | 21,51             | 21,42             | 21,36             | 21,56             | 21,72             |
| 2     | Karsten Stolz      | FRG  | 20,45     | 19,91             | 20,45             | 20,08             | x                 | 19,58             | 19,85             |
| 3     | Alessandro Andrei  | ITA  | 20,03     | 19,35             | 20,03             | 19,73             | 19,53             | 19,65             | 19,53             |
| 4     | Luc Viudès         | FRA  | 19,28     | 18,10             | 18,43             | 18,06             | 18,21             | 19,28             | x                 |
| 5     | Remigius Machura   | TCH  | 18,46     | 17,97             | 18,07             | 18,46             | x                 | 18,28             | x                 |
| 6     | Simon Williams     | GBR  | 18,26     | 17,79             | 17,72             | x                 | 17,79             | 18,26             | 17,96             |
| 7     | Martin Vara        | ESP  | 15,68     | 15,68             | x                 | x                 | 15,68             | x                 | x                 |
| DOP   | Oleksandr Bahatsch | URS  | 20,08     | 19,79             | x                 | 19,80             | 20,08             | 20,08             | x                 |

Datum: 5. August
Doping:

Dem für die Sowjetunion startenden ukrainische Kugelstoßer Oleksandr Bahatsch wurde hier zum ersten Mal in seiner Sportlerlaufbahn ein Verstoß gegen die Antidopingbestimmungen nachgewiesen. Er wurde disqualifiziert und für zwei Jahre gesperrt. Später wurden noch zweimal Sanktionen gegen ihn verhängt. Bei den Leichtathletik-Weltmeisterschaften 1997 wurde ihm sein WM-Titel aberkannt, weil er ein unerlaubtes Aufputschmittel konsumiert hatte. Im Mai 2000 erhielt er dann eine weitere Sperre von zwei Jahren, weil in der A- und B-Probe seiner Urin-Probe vom Februar 2000 Anabolika nachgewiesen wurde.

#### Diskuswurf
| Platz | Athlet           | Land | Weite (m) | Versuchsserie (m) | Versuchsserie (m) | Versuchsserie (m) | Versuchsserie (m) | Versuchsserie (m) | Versuchsserie (m) |
| Platz | Athlet           | Land | Weite (m) | 1. Versuch        | 2. Versuch        | 3. Versuch        | 4. Versuch        | 5. Versuch        | 6. Versuch        |
| 1     | Jürgen Schult    | GDR  | 68,54     | 65,56             | 64,08             | 64,94             | 66,44             | 65,42             | 68,54             |
| 2     | Romas Ubartas    | URS  | 63,98     | 63,22             | 62,00             | 61,60             | 63,52             | x                 | 63,98             |
| 3     | Rolf Danneberg   | FRG  | 63,12     | 63,12             | 61,38             | 62,64             | 62,98             | x                 | 61,48             |
| 4     | Luciano Zerbini  | ITA  | 61,38     | x                 | 56,92             | 57,50             | 58,52             | x                 | 61,38             |
| 5     | Géjza Valent     | TCH  | 61,08     | 61,08             | 60,08             | 60,44             | 60,44             | 50,92             | x                 |
| 6     | Patrick Journoud | FRA  | 60,00     | 56,34             | 55,80             | x                 | 58,04             | 57,58             | 60,00             |
| 7     | David Martínez   | ESP  | 59,42     | 55,00             | 57,40             | x                 | 56,24             | x                 | 59,42             |
| 8     | Paul Mardle      | GBR  | 57,98     | 57,98             | 55,48             | x                 | 56,24             | 56,52             | 56,44             |

Datum: 6. August

#### Hammerwurf
| Platz | Athlet             | Land | Weite (m) | Versuchsserie (m) | Versuchsserie (m) | Versuchsserie (m) | Versuchsserie (m) | Versuchsserie (m) | Versuchsserie (m) |
| Platz | Athlet             | Land | Weite (m) | 1. Versuch        | 2. Versuch        | 3. Versuch        | 4. Versuch        | 5. Versuch        | 6. Versuch        |
| 1     | Heinz Weis         | FRG  | 79,86     | 78,10             | 77,52             | 79,86             | 78,90             | 79,24             | 77,38             |
| 2     | Ihar Astapkowitsch | URS  | 79,68     | 77,26             | 77,58             | 76,04             | 79,68             | 76,94             | 78,62             |
| 3     | Ralf Haber         | GDR  | 77,76     | 76,26             | x                 | 77,48             | 77,76             | 75,44             | 74,22             |
| 4     | Raphaël Piolanti   | FRA  | 72,50     | x                 | 69,88             | 72,50             | 71,76             | x                 | x                 |
| 5     | Enrico Sgrulletti  | ITA  | 72,22     | x                 | x                 | 67,10             | 72,22             | x                 | 69,62             |
| 6     | Shane Peacock      | GBR  | 69,14     | 65,88             | 67,32             | 69,14             | 67,82             | x                 | 67,22             |
| 7     | František Vrbka    | TCH  | 68,94     | 66,66             | 67,40             | 68,94             | x                 | x                 | 66,78             |
| 8     | Raúl Jimeno        | ESP  | 63,56     | 62,84             | x                 | 61,06             | 63,56             | 62,92             | x                 |

Datum: 6. August

#### Speerwurf
| Platz | Athlet                | Land | Weite (m) | Versuchsserie (m) | Versuchsserie (m) | Versuchsserie (m) | Versuchsserie (m) | Versuchsserie (m) | Versuchsserie (m) |
| Platz | Athlet                | Land | Weite (m) | 1. Versuch        | 2. Versuch        | 3. Versuch        | 4. Versuch        | 5. Versuch        | 6. Versuch        |
| 1     | Steve Backley         | GBR  | 82,92     | 79,26             | 80,22             | 77,18             | 82,92             | 82,56             | x                 |
| 2     | Jan Železný           | TCH  | 79,44     | 79,44             | x                 | x                 | 76,08             | x                 | x                 |
| 3     | Volker Hadwich        | GDR  | 79,38     | 74,46             | 79,34             | 79,38             | 77,24             | 77,68             | 76,56             |
| 4     | Pascal Lefèvre        | FRA  | 77,36     | 76,40             | 77,36             | 74,66             | 72,56             | 72,74             | 71,48             |
| 5     | Viktor Zaysev         | URS  | 77,24     | 77,02             | 74,88             | 73,38             | 77,24             | 75,36             | 76,38             |
| 6     | Fabio De Gaspari      | ITA  | 76,52     | 76,52             | x                 | 72,50             | 74,08             | 71,58             | –                 |
| 7     | Klaus-Peter Schneider | FRG  | 75,98     | 75,02             | 75,98             | 73,98             | x                 | x                 | 71,60             |
| 8     | Enrico Bassols        | ESP  | 63,70     | 63,70             | 61,92             | 62,30             | 61,34             | 62,86             | 63,22             |

Datum: 5. August

### Frauen

#### 100 m
| Platz | Athletin            | Land | Zeit (s) |
| ----- | ------------------- | ---- | -------- |
| 1     | Katrin Krabbe       | GDR  | 11,14    |
| 2     | Paula Dunn          | GBR  | 11,24    |
| 3     | Irina Sergejewa     | URS  | 11,26    |
| 4     | Ulrike Sarvari      | FRG  | 11,29    |
| 5     | Joanna Smolarek     | POL  | 11,64    |
| 6     | Nadeschda Georgiewa | BUL  | 11,70    |
| 7     | Monika Špičková     | TCH  | 11,77    |
| 8     | Liliana Năstase     | ROU  | 11,85    |

Datum: 5. August
Wind: ±0,0 m/s

#### 200 m
| Platz | Athletin            | Land | Zeit (s) |
| ----- | ------------------- | ---- | -------- |
| 1     | Silke Möller        | GDR  | 23,00    |
| 2     | Paula Dunn          | GBR  | 23,45    |
| 3     | Ewa Kasprzyk        | POL  | 23,72    |
| 4     | Andrea Thomas       | FRG  | 23,74    |
| 5     | Irina Sergejewa     | URS  | 23,85    |
| 6     | lolanda Oanta       | ROU  | 23,93    |
| 7     | Nadeschda Georgiewa | BUL  | 24,27    |
| 8     | Monika Špičková     | TCH  | 24,47    |

Datum: 6. August
Wind: −1,8 m/s

#### 400 m
| Platz | Athletin           | Land | Zeit (s) |
| ----- | ------------------ | ---- | -------- |
| 1     | Grit Breuer        | GDR  | 50,52    |
| 2     | Linda Keough       | GBR  | 51,66    |
| 3     | Helga Arendt       | FRG  | 51,80    |
| 4     | Marina Schmonina   | URS  | 51,93    |
| 5     | Milena Saratschewa | BUL  | 53,10    |
| 6     | Elzbieta Kilinska  | POL  | 53,60    |
| 7     | Daniela Gamalie    | ROU  | 53,87    |
| 8     | Taťána Slaninová   | TCH  | 54,50    |

Datum: 5. August

#### 800 m
| Platz | Athletin            | Land | Zeit (min) |
| ----- | ------------------- | ---- | ---------- |
| 1     | Doina Melinte       | ROU  | 1:58,04    |
| 2     | Sigrun Wodars       | GDR  | 1:58,55    |
| 3     | Dalia Matusevičienė | URS  | 1:59,74    |
| 4     | Gabriela Lesch      | FRG  | 2:00,21    |
| 5     | Diane Edwards       | GBR  | 2:01,13    |
| 6     | Gabriela Sedláková  | TCH  | 2:01,66    |
| 7     | Nikolina Schterewa  | BUL  | 2:03,08    |
| 8     | Dorota Buczkowska   | POL  | 2:03,62    |

Datum: 5. August

#### 1500 m
| Platz | Athletin              | Land | Zeit (min) |
| ----- | --------------------- | ---- | ---------- |
| 1     | Doina Melinte         | ROU  | 4:05,83    |
| 2     | Yvonne Mai            | GDR  | 4:06,50    |
| 3     | Swetlana Kitowa       | URS  | 4:07,62    |
| 4     | Małgorzata Rydz       | POL  | 4:08,40    |
| 5     | Nikolina Schterewa    | BUL  | 4:08,82    |
| 6     | Beverley Nicholson    | GBR  | 4:09,32    |
| 7     | Gabriele Schwarzbauer | FRG  | 4:13,55    |
| 8     | Milena Strnadová      | TCH  | 4:26,88    |

Datum: 6. August

#### 3000 m
| Platz | Athletin          | Land | Zeit (min) |
| ----- | ----------------- | ---- | ---------- |
| 1     | Paula Ivan        | ROU  | 8:38,48    |
| 2     | Yvonne Murray     | GBR  | 8:44,34    |
| 3     | Natalia Artjomowa | URS  | 9:03,39    |
| 4     | Ellen Kießling    | GDR  | 9:04,26    |
| 5     | Grażyna Kowina    | POL  | 9:05,75    |
| 6     | Sabine Kunkel     | FRG  | 9:05,89    |
| 7     | Radka Naplatanowa | BUL  | 9:10,09    |
| 8     | Alena Močáriová   | TCH  | 9:31,25    |

Datum: 5. August

#### 10.000 m
| Platz | Athletin             | Land | Zeit (min) |
| ----- | -------------------- | ---- | ---------- |
| 1     | Kathrin Ullrich      | GDR  | 32:17,88   |
| 2     | Viorica Ghican       | ROU  | 32:41,34   |
| 3     | Angela Pain          | GBR  | 32:42,84   |
| 4     | Natalia Sorokiwskaja | URS  | 33:10,86   |
| 5     | Wanda Panfil         | POL  | 33:18,57   |
| 6     | Kerstin Preßler      | FRG  | 33:33,22   |
| 7     | Alena Peterková      | TCH  | 33:40,31   |
| 8     | Rumjana Panowska     | BUL  | 34:55,74   |

Datum: 5. August

#### 100 m Hürden
| Platz | Athletin                  | Land | Zeit (s) |
| ----- | ------------------------- | ---- | -------- |
| 1     | Cornelia Oschkenat        | GDR  | 12,74    |
| 2     | Claudia Zaczkiewicz       | FRG  | 12,82    |
| 3     | Jelisaweta Tschernyschowa | URS  | 12,85    |
| 4     | Michaela Pogacean         | ROU  | 13,04    |
| 5     | Ginka Sagortschewa        | BUL  | 13,07    |
| 6     | Kay Morley                | GBR  | 13,19    |
| 7     | Anna Leszczyńska          | POL  | 13,86    |
| 8     | Blanka Hladká             | TCH  | 14,07    |

Datum: 6. August
Wind: +1,8 m/s

#### 400 m Hürden
| Platz | Athletin             | Land | Zeit (s) |
| ----- | -------------------- | ---- | -------- |
| 1     | Petra Krug           | GDR  | 54,72    |
| 2     | Sally Gunnell        | GBR  | 54,98    |
| 3     | Tazzjana Ljadouskaja | URS  | 55,35    |
| 4     | Ulrike Heinz         | FRG  | 55,77    |
| 5     | Cristiaria Matei     | ROU  | 56,35    |
| 6     | Beata Knapczyk       | POL  | 56,99    |
| 7     | Zuzana Machotková    | TCH  | 57,71    |
| 8     | Teodora Christowa    | BUL  | 60,11    |

Datum: 5. August

#### 4 × 100 m Staffel
| Platz | Land             | Besetzung                                                                     | Zeit (s) |
| ----- | ---------------- | ----------------------------------------------------------------------------- | -------- |
| 1     | DDR              | Silke Möller Katrin Krabbe Kerstin Behrendt Sabine Günther                    | 41,87    |
| 2     | Sowjetunion      | Nadeschda Roschtschupkina Galina Maltschugina Natalja Kowtun Natalja Woronowa | 42,85    |
| 3     | BR Deutschland   | Andrea Hagen Ulrike Sarvari Andrea Thomas Karin Janke                         | 43,64    |
| 4     | Großbritannien   | Stephanie Douglas Louise Stuart Sallyanne Short Paula Dunn                    | 44,08    |
| 5     | Polen            | Malgorzata Skotowska Urszula Jaros Joanna Smolarek Ewa Kasprzyk               | 44,12    |
| 6     | Bulgarien        | Krasimira Pentschewa Zwetanka Iliewa Nadeschda Georgiewa Katja Iliewa         | 44,62    |
| 7     | Rumänien         | Iolanda Oanță Liliana Năstase Mihaela Pogăcean Marieta Ilcu                   | 44,72    |
| DNF   | Tschechoslowakei | Monika Špičková Daniela Weegerova Renata Černochová Andrea Zsidekova          |          |

Datum: 5. August

#### 4 × 400 m Staffel
| Platz | Land             | Besetzung                                                               | Zeit (min) |
| ----- | ---------------- | ----------------------------------------------------------------------- | ---------- |
| 1     | DDR              | Sigrun Wodars Katrin Schreiter Christine Wachtel Grit Breuer            | 3:24,08    |
| 2     | Sowjetunion      | Marina Schmonina Ljudmyla Dschyhalowa Jelena Goleschewa Jelena Rusina   | 3:24,75    |
| 3     | Großbritannien   | Linda Keough Jennifer Stoute Angela Piggford Sally Gunnell              | 3:26,54    |
| 4     | BR Deutschland   | Karin Janke Andrea Thomas Gabriela Lesch Helga Arendt                   | 3:26,56    |
| 5     | Polen            | Renata Sosin Barbara Grzywocz Beata Knapczyk Elzbieta Kilinska          | 3:30,76    |
| 6     | Rumänien         | Cristieana Matei Violeta Beclea Daniela Gamalie Iolanda Oanță           | 3:32,56    |
| 7     | Bulgarien        | Daniela Spassowa Juliana Marinowa Jordanka Stojanowa Milena Zaratschewa | 3:33,83    |
| 8     | Tschechoslowakei | Daniela Weegerova Helena Dziurová Zuzana Machotková Nadezhda Tomsova    | 3:34,82    |

Datum: 6. August

#### Hochsprung
| Platz | Athletin               | Land | Höhe (m) | Versuchsserie (m) | Versuchsserie (m) | Versuchsserie (m) | Versuchsserie (m) | Versuchsserie (m) | Versuchsserie (m) | Versuchsserie (m) | Versuchsserie (m) | Versuchsserie (m) | Versuchsserie (m) |
| Platz | Athletin               | Land | Höhe (m) | 1,70              | 1,75              | 1,80              | 1,85              | 1,88              | 1,91              | 1,94              | 1,97              | 2,00              | 2,03              |
| 1     | Alina Astafei          | ROU  | 2,00     | –                 | o                 | o                 | o                 | o                 | o                 | o                 | xo                | o                 | xxx               |
| 2     | Tamara Bykowa          | URS  | 1,97     | –                 | –                 | o                 | o                 | o                 | xo                | xo                | o                 | xxx               |                   |
| 3     | Heike Balck            | GDR  | 1,94     | o                 | xo                | o                 | o                 | xo                | o                 | xxx               |                   |                   |                   |
| 4     | Jayne Barnetson        | GBR  | 1,85     | o                 | o                 | o                 | o                 | xxx               |                   |                   |                   |                   |                   |
| 4     | Heike Henkel           | FRG  | 1,85     | –                 | –                 | o                 | o                 | xxx               |                   |                   |                   |                   |                   |
| 4     | Jolanta Komsa          | POL  | 1,85     | –                 | o                 | o                 | o                 | xxx               |                   |                   |                   |                   |                   |
| 7     | Dimitrinka Borislawowa | BUL  | 1,85     | –                 | o                 | o                 | xo                | xxx               |                   |                   |                   |                   |                   |
| 8     | Šárka Nováková         | TCH  | 1,85     | o                 | xo                | xxo               | xxo               | xxx               |                   |                   |                   |                   |                   |

Datum: 6. August

#### Weitsprung
| Platz | Athletin             | Land | Weite (m) | Versuchsserie (m) | Versuchsserie (m) | Versuchsserie (m) | Versuchsserie (m) | Versuchsserie (m) | Versuchsserie (m) |
| Platz | Athletin             | Land | Weite (m) | 1. Versuch        | 2. Versuch        | 3. Versuch        | 4. Versuch        | 5. Versuch        | 6. Versuch        |
| 1     | Galina Tschistjakowa | URS  | 7,10 w    | 6,9800            | 7,07              | 6,81              | 7,10 w            | 6,74              | 6,66              |
| 2     | Helga Radtke         | GDR  | 6,8900    | 6,5900            | 6,89              | x                 | 6,5900            | 6,82              | 6,71              |
| 3     | Fiona May            | GBR  | 6,88 w    | 6,88 w            | x                 | 6,80              | 6,6800            | 6,45              | x                 |
| 4     | Marieta Ilcu         | ROU  | 6,8700    | 6,7400            | 6,87              | 6,83              | 6,8100            | x                 | 6,54              |
| 5     | Agata Kaczmarek      | POL  | 6,5200    | 6,5200            | 6,48              | x                 | 4,5000            | 6,28              | x                 |
| 6     | Sabine Braun         | FRG  | 6,3800    | 4,3300            | x                 | 6,38              | 2,8300            | 5,70              | x                 |
| 7     | Zezka Kantschewa     | BUL  | 6,1300    | 6,07 w            | 5,89              | 6,13              | 6,1200            | 5,99              | 5,99              |
| 8     | Marcela Podracká     | TCH  | 5,8300    | 5,8200            | 5,65              | 5,83              | 5,73 w            | 3,83              | 5,70              |

Datum: 6. August

#### Kugelstoßen
| Platz | Athletin            | Land | Weite (m) | Versuchsserie (m) | Versuchsserie (m) | Versuchsserie (m) | Versuchsserie (m) | Versuchsserie (m) | Versuchsserie (m) |
| Platz | Athletin            | Land | Weite (m) | 1. Versuch        | 2. Versuch        | 3. Versuch        | 4. Versuch        | 5. Versuch        | 6. Versuch        |
| 1     | Heike Hartwig       | GDR  | 20,59     | 20,59             | x                 | 19,90             | 19,97             | 19,82             | 20,06             |
| 2     | Claudia Losch       | FRG  | 20,17     | 20,17             | 18,32             | 19,92             | 19,62             | 19,85             | 19,46             |
| 3     | Larissa Peleschenko | URS  | 19,32     | 18,80             | 19,32             | x                 | 19,14             | x                 | 19,23             |
| 4     | Judy Oakes          | GBR  | 18,39     | 18,22             | 18,39             | x                 | 18,29             | x                 | 18,39             |
| 5     | Soňa Vašícková      | TCH  | 17,91     | 17,39             | 17,91             | x                 | x                 | x                 | x                 |
| 6     | Swetla Mitkowa      | BUL  | 17,61     | 17,43             | 17,20             | x                 | x                 | 17,61             | 16,89             |
| 7     | Livia Mehes         | ROU  | 17,25     | 17,25             | 17,13             | 17,25             | x                 | x                 | 17,06             |
| 8     | Malgorzata Wolska   | POL  | 16,55     | x                 | 16,06             | x                 | 16,29             | x                 | 16,55             |

Datum: 6. August

#### Diskuswurf
| Platz | Athletin           | Land | Weite (m) | Versuchsserie (m) | Versuchsserie (m) | Versuchsserie (m) | Versuchsserie (m) | Versuchsserie (m) | Versuchsserie (m) |
| Platz | Athletin           | Land | Weite (m) | 1. Versuch        | 2. Versuch        | 3. Versuch        | 4. Versuch        | 5. Versuch        | 6. Versuch        |
| 1     | Ilke Wyludda       | GDR  | 73,04     | 71,74             | 71,70             | 68,76             | 71,34             | 71,24             | 73,04             |
| 2     | Zwetanka Christowa | BUL  | 62,26     | 62,26             | 60,44             | x                 | 59,46             | 61,38             | 60,18             |
| 3     | Dagmar Galler      | FRG  | 60,46     | 60,46             | x                 | 56,60             | 54,76             | 57,44             | 58,56             |
| 4     | Olga Dawydowa      | URS  | 59,62     | 58,04             | 58,74             | x                 | 59,62             | x                 | x                 |
| 5     | Elisabeta Neamtu   | ROU  | 57,92     | 55,50             | x                 | 57,92             | 54,80             | x                 | 55,68             |
| 6     | Renata Katewicz    | POL  | 56,60     | 56,60             | 54,08             | 55,24             | 56,18             | x                 | x                 |
| 7     | Martina Polisenska | TCH  | 56,60     | 56,60             | 54,08             | 55,24             | 56,18             | x                 | x                 |
| 8     | Jackie McKernan    | GBR  | 52,52     | 51.78             | x                 | x                 | x                 | 52,52             | 49,40             |

Datum: 5. August

#### Speerwurf
| Platz | Athletin             | Land | Weite (m) | Versuchsserie (m) | Versuchsserie (m) | Versuchsserie (m) | Versuchsserie (m) | Versuchsserie (m) | Versuchsserie (m) |
| Platz | Athletin             | Land | Weite (m) | 1. Versuch        | 2. Versuch        | 3. Versuch        | 4. Versuch        | 5. Versuch        | 6. Versuch        |
| 1     | Petra Felke          | GDR  | 66,92     | 66,90             | x                 | 66,92             | x                 | 59,50             | 62,94             |
| 2     | Brigitte Graune      | FRG  | 62,04     | 62,04             | 59,30             | 59,80             | –                 | –                 | 58,02             |
| 3     | Tessa Sanderson      | GBR  | 59,72     | 56,60             | x                 | x                 | 58,08             | 59,72             | 58,76             |
| 4     | Natallja Schykalenka | URS  | 59,14     | 54,54             | 59,14             | 57,76             | x                 | x                 | 56,92             |
| 5     | Mariola Dankiewicz   | POL  | 58,56     | 55,22             | 54,16             | 58,56             | x                 | x                 | 55,94             |
| 6     | Elena Revayova       | TCH  | 55,60     | 51,94             | 47,60             | 51,40             | 55,60             | 52,52             | 54,02             |
| 7     | Aurica Bujnita       | ROU  | 53,40     | 44,98             | x                 | 53,40             | x                 | x                 | 53,40             |
| 8     | Sonja Raditschewa    | BUL  | 52,14     | 50,56             | 52,08             | 50,76             | 52,14             | 51,96             | x                 |

Datum: 5. August

## Videolinks
- Zusammenfassung
  - 1989 Athletics European Cup at Gateshead, youtube.com, abgerufen am 9. Februar 2024
- Männerwettbewerbe
  - 1989 European Cup - men’s 100m, youtube.com, abgerufen am 9. Februar 2024
  - 1989 European Cup - men’s 800m, youtube.com, abgerufen am 9. Februar 2024
  - 1989 European Cup - men’s 1500m, youtube.com, abgerufen am 9. Februar 2024
  - 1989 World Cup Athletics Men's 400m hurdles final, youtube.com, abgerufen am 9. Februar 2024
  - 1989 European Cup - men’s 4x100m relay, youtube.com, abgerufen am 9. Februar 2024
  - 1989 World Cup Athletics Men's 4x400m final, youtube.com, abgerufen am 9. Februar 2024
- Frauenwettbewerbe
  - 1989 European Cup - women’s 100m, youtube.com, abgerufen am 9. Februar 2024
  - 1989 European Cup - women’s 200m, youtube.com, abgerufen am 9. Februar 2024
  - 1989 European Cup - women’s 800m, youtube.com, abgerufen am 9. Februar 2024
  - 1989 European Cup - women’s 1500m, youtube.com, abgerufen am 9. Februar 2024
  - 1989 World Cup Athletics Women's 3000m final, youtube.com, abgerufen am 9. Februar 2024
  - 1989 European Cup - women’s 400m hurdles, youtube.com, abgerufen am 9. Februar 2024
  - 1989 European Cup - women’s 4x100m relay, youtube.com, abgerufen am 9. Februar 2024
  - 1989 European Cup - women’s high jump, youtube.com, abgerufen am 9. Februar 2024